# Демидовы (дворянский род)
Деми́довы — древний русский дворянский род.

## История рода
Возможно, что родоначальником дворян Демидовых является пан Марк Демидов, который выехал (1399—1425) из Литвы к великому князю Ивану Михайловичу Тверскому и ставший родоначальником: Коробьиных, Спячих, Бапкиных, Кондыревых, Полтининых, Суминых, Нагих, Свибловых и Безумовых.
В 70-х годах XVI столетия в Новгородской области владели поместьями Фёдор Семёнович и Леонтий (Левка) Родионович Демидовы. По царскому указу Агафон Демидов привёз деньги «на сторожи» в Путивль (июнь 1552). Опричниками Ивана Грозного числились Иван, Савка и Худяк Демидовы (1573). Василий Сунбулович служил по Коломне с новичным окладом (1578), Степан Сунбулович служил стрелецким сотником и владел поместьем в Коломенском уезде. Григорий Суханов и Василий Ермаков (1585), Поздняк Ермаков и Яков Васильевич (1592) служили по Епифани.
Никифор Демидов — дьяк (1629—1640), воевода на Двине (1632—1635), Новгороде Великом (1644—1645), в приказе Новгородской чети (1646).
Подьячий Зиновий Демидов владел населённым имением (1699).

## Известные представители
- Демидов Яков — дьяк (1614—1635).
- Демидов Василий Сергеевич — воронежский сын боярский (1620—1621).
- Демидов Фирс Дорофеевич — окладчик по Ельцу (1628)[2].